# Issam Ahssen
Issam Ahssen (en arabe : عصام أحسن), né le 1er février 1999 à Roubaix (France), est un joueur de futsal international marocain.

## Biographie

### Carrière en club
Issam Ahssen naît à Roubaix, au nord de la France, au sein d'une famille marocaine. Il est le petit frère de l'international français de futsal, Youness Ahssen, qui l'inscrit dans la section jeune de futsal du Roubaix Futsal Association en 2015. Issam Ahssen fait alors régulièrement des déplacements et participe à des mini-tournois dans les catégories jeunes en Belgique et aux Pays-Bas. En même temps que le futsal, Issam Ahssen poursuit ses études supérieures et obtient un master en ressources humaines.
Plus tard, en 2018, à seulement l'âge de seize ans, il intègre l'effectif senior du Roubaix Futsal Association. Son premier match professionnel a lieu face au Kremlin-Bicêtre Futsal. Il dispute ainsi sa première saison en tant que cadre lors de la saison 2018-2019 en D1, comptabilisant dix-huit matchs pour trois buts. Au total, il dispute vingt-quatre matchs et inscrit douze buts pour le club de Roubaix.
Lors du mercato d'été 2020, pendant la pandémie de Covid-19, après un court passage au Squadra Mouscron en Belgique, il se retrouve alors sans club. Il est rapidement récupéré par l'UJS Toulouse, qui évolue également en D1, et retrouve son frère Youness Ahssen, capitaine de l'équipe. Pendant un an, Issam Ahssen multiplie les aller-retours entre Toulouse et Roubaix, qui le poussent à retourner au nord de la France. Durant la saison 2020-2021, il dispute seize matchs et inscrit six buts.
En 2021, il signe au Lille Métropole Futsal, en D2. Dès sa première saison, il est rapidement intégré en tant que cadre de l'équipe. Âgé seulement de 23 ans, il est l'un des joueurs les plus âgés au sein d'une équipe dominée par des joueurs entre 16 et 18 ans. Lors de la saison 2022-2023, il termine meilleur buteur de la D2 avec 23 buts. 
En mai 2023, il retourne à l'UJS Toulouse,.

### Carrière internationale

#### Entre la France et le Maroc
Né en France au sein d'une famille marocaine, Issam Ahssen possède un double passeport français et marocain. Entre 2017 et 2019, il reçoit huit sélections avec l'équipe de France espoirs et inscrit un but.
À partir de 2022, il reçoit plusieurs convocations avec le Maroc -23 ans sous la direction d'Adil Sayeh au Complexe Mohammed VI de football. Avec cette équipe, il prend part à des stages et dispute quelques matchs amicaux.
Durant l'été 2024, il reçoit un appel de l'équipe de France universitaire pour disputer le championnat du monde universitaire de futsal à Shanghai en Chine. Issam Ahssen remporte avec ses compatriotes français la médaille de bronze.

#### Choix final: Maroc
Convoqué en décembre 2024 par le sélectionneur Hicham Dguig pour une double confrontation contre la Lettonie dans le cadre de matchs amicaux, il fait ses débuts le 13 décembre 2024 à Salé en entrant en jeu (victoire, 6-3),,.

## Statistiques

### En sélection
Le tableau suivant liste les rencontres de l'équipe du Maroc auxquelles Issam Ahssen a pris part depuis le 13 décembre 2024 :

## Palmarès

### En club
Lille Métropole Futsal
- Division 2
  - Vice-champion : 2023

### En sélection
France universitaire
- Médaillé de bronze du Championnat du monde universitaire de Chine 2024[6]

### Distinctions individuelles
- 2023 : Meilleur buteur de la saison 2022-2023 avec 23 buts[1].